# Kanton Bourg-de-Visa
Kanton Bourg-de-Visa (francouzsky Canton de Bourg-de-Visa) je francouzský kanton v departementu Tarn-et-Garonne v regionu Midi-Pyrénées. Tvoří ho sedm obcí.

## Obce kantonu
- Brassac
- Bourg-de-Visa
- Fauroux
- Lacour
- Miramont-de-Quercy
- Saint-Nazaire-de-Valentane
- Touffailles